# Evantes de Cízic
Evantes de Cízic (Evanthes, Εὐανθής) fou un historiador grec nascut a Cízic esmentat per Jeroni d'Estridó que diu que en una obra seva havia escrit que els homes encara no menjaven carn en temps de Pigmalió, costum que van agafar més tard. Un Evantes de Cízic és esmentat per Pausànies com a guanyador d'un premi als jocs olímpics, però no se sap si és la mateixa persona.